# Aprilia 125 RS

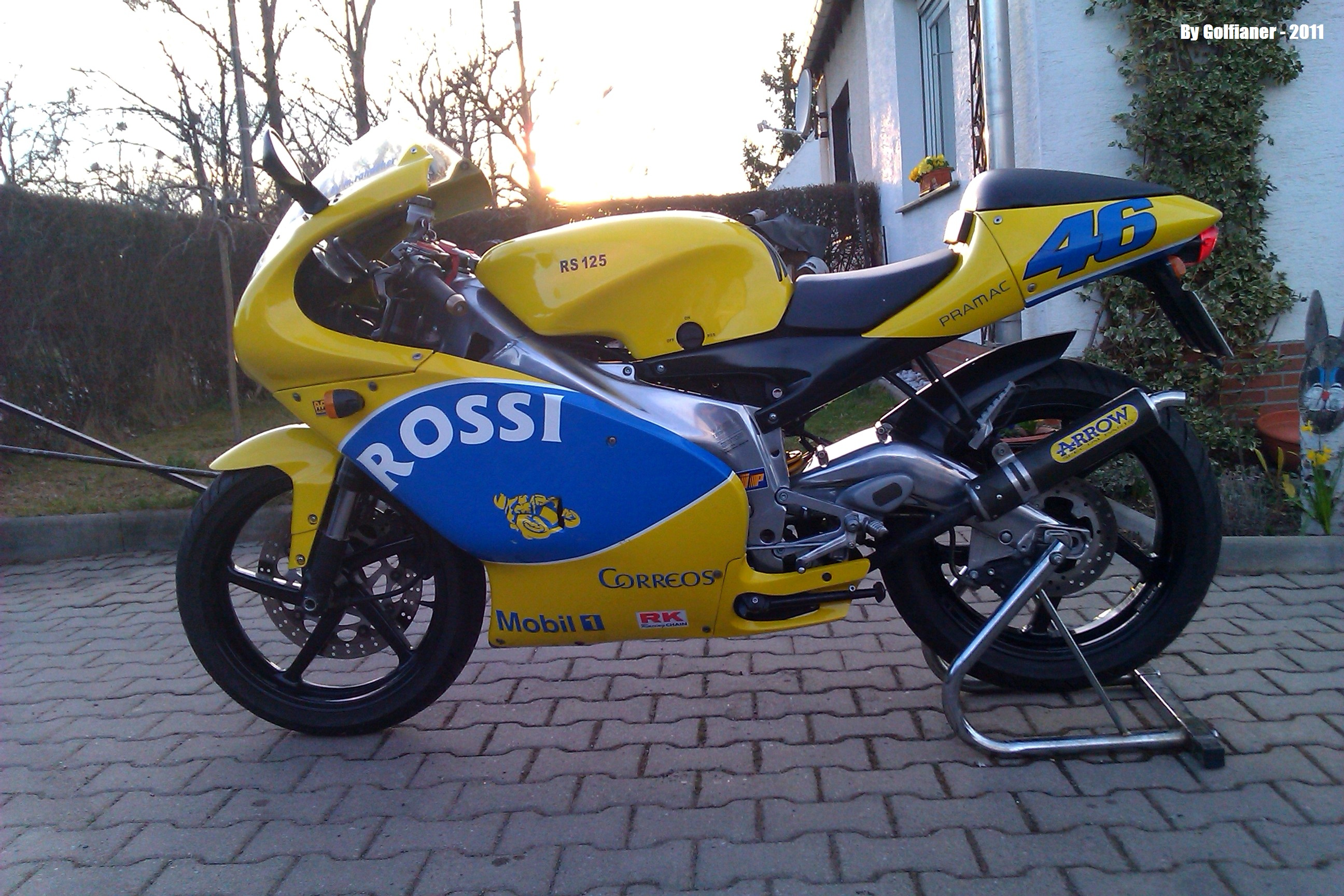
Aprilia RS 125.

L'Aprilia RS 125  est une moto homologuée pour l'utilisation routière  inspirée par la moto de course RSW 125 sur laquelle de nombreux pilotes dont Valentino Rossi ont été champions du monde.
Différentes versions de moteur ont une puissance maximum de 15 à 31 ch.
Depuis 1992, plus de 100 000 unités de l'Aprilia RS 125 ont été produites et vendues dans plus de 30 pays à travers le monde.
Bridée à 15 ch contre environ 30 ch dans sa version libre, le moteur à deux temps de marque Rotax a une plage d'utilisation située dans les hauts régimes.
Elle est réputée pour être au côté de la Cagiva 125 mito EV la meilleure 125 du marché en matière de performance .

## Modèle RS 2006 - 2010

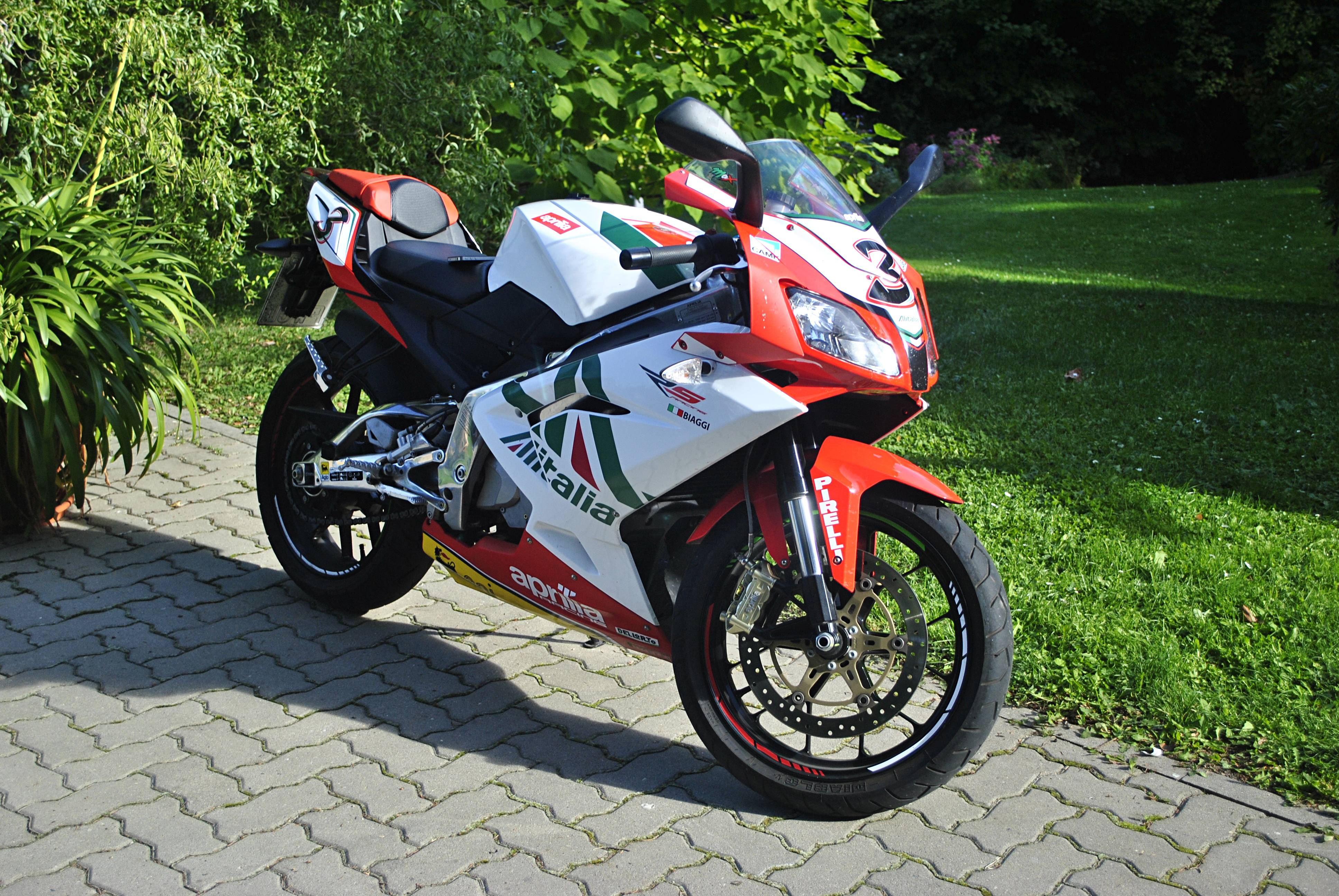
Aprilia RS 2006-2010 (Edition Alitalia)

Les formes de l'Aprilia RS 125 ont été modifiées en 2006. Le moteur Rotax 122 est conservé. Il existe 2 déclinaisons:
- Euro2 : Comme la précédente version, l'allumage est géré par CDI.
- Euro3 : L'allumage est géré par EFI, relié à des capteurs sur le carburateur (Dell'Orto VHST 28 CD).

Ce nouveau système d'allumage bride la moto à 11 500 tr/min.
Le pot est doté d'un catalyseur.
Aprilia propose diverses décorations fidèles au premier modèle :
- Aprilia Racing
- Alitalia
- Bancaja
- Spain's no 1

### Caractéristiques techniques
| Moteur             | Monocylindre 2 temps à carburateur                           |
| Cylindrée          | 124,8 cm3                                                    |
| Puissance max      | 15 ch (11 kW) à 8 250 tr/min                                 |
| Couple max         | 13 N m à 8 000 tr/min                                        |
| Refroidissement    | Liquide                                                      |
| Suspension avant   | Fourche inversée Ø 40 mm. Course 120 mm                      |
| Suspension arrière | Bras oscillant asymétrique. Amortissement avec course 120 mm |
| Frein avant        | Disque inox Ø 320 mm. Étrier radial 4 pistons                |
| Frein arrière      | Disque inox Ø 220 mm. Étrier à double piston                 |
| Pneu avant         | Radial tubeless - 110/70 ZR 17                               |
| Pneu arrière       | Radial tubeless - 150/60 ZR 17                               |
| Hauteur de selle   | 805 mm                                                       |
| Capacité réservoir | 14 litres (3,5 L réserve)                                    |
| Émission           | Homologation Euro 3                                          |